# Idrijca
Idrijca [idriːt͡sa] (dt.: Fetschenbach) in Slowenien ist ein Zufluss zum Isonzo, welcher im slowenischen Karstgebirge bei Vojsko entspringt, die Ortschaft Idrija durchfließt und nach 60 km bei Most na Soči (Mauerskirch) südlich Tolmin in die Soča (Isonzo) mündet.
Ein Nebenfluss der Idrijca ist die Trebuščica, die unweit der Idrijcaquelle entspringt und von dort nach Nordwesten fließt, während die Idrijca zuerst nach Südosten, dann nach Norden, nach Westen und nach der Vereinigung mit der Trebuščica schließlich ebenfalls nach Nordwesten fließt.
Ein weiterer Nebenfluss ist der Jezernica, der im See Divje Jezero entspringt und nach nur 55 m in die Idrijca mündet.

## Naturschutz
Die Idrijca zwischen Idrija und der Mündung in die Soča wurde zusammen mit einigen Zuflüssen von Slowenien als Flora-Fauna-Habitat-Gebiet mit dem Namen Idrijca s pritoki gemeldet und ist damit Teil des europäischen Schutzgebietsnetzes Natura 2000. Hier kommen die FFH-Lebensraumtypen 3220 (Alpine Flüsse mit krautiger Ufervegetation) und 3240	(Alpine Flüsse mit Ufergehölzen von Salix elaeagnos) sowie mehrere Anhang-II-Arten vor.
Der Oberlauf südlich von Idrija fließt durch das FFH-Gebiet Trnovski gozd-Nanos.
Die Idrijca ist Teil des Landschaftspark Zgornja Idrijca.

## Fauna
Die Idrijca und die Trebuščica sind fischreiche Gewässer. Am häufigsten vertreten ist die Bachforelle, dazu kommen Forellenkreuzlinge, Äschen und Karpfenartige. Die Soča-Forelle, die eine Größe von über 1 m erreichen kann, ist weniger häufig, bei den Fliegenfischern aber sehr begehrt.
Als Schutzgüter des FFH-Gebiets Idrijca s pritoki sind insbesondere der Steinkrebs (Austropotamobius torrentium), die Forellenbarbe (Barbus meridionalis), die Tiberbarbe (Barbus plebejus) die Marmorierte Forelle (Salmo marmoratus), die Groppe (Cottus gobio), der Strömer (Leuciscus souffia) und der Fischotter (Lutra lutra) gemeldet.